# Anita L. Allen
Anita LaFrance Allen (tudi Allen-Castellitto), ameriška filozofinja in pravnica, * 24. marec 1953, Port Townsend, Washington, Združene države Amerike.
Deluje kot profesorica prava in filozofije na univerzi University of Pennsylvania Law School. Pred tem je bila med letoma 2013 in 2020 podpredsednica te fakultete.
Bila je višja sodelavka na nekdanjem oddelku za bioetiko Pensilvanske univerze University of Pennsylvania Perelman School of Medicine, sodelujoča članica fakultete v raziskavi Africana Studies, ter sodelavka fakultete v programu spola, spolnosti in ženskih študij.
Sodeluje z Inštitutom za zdravstveno ekonomijo Leonarda Davisa, Warren centerom in Centrom za tehnološke inovacije in konkurenco v PENNu. Leta 2022 je bila izvoljena v Ameriško filozofsko družbo, leta 2016 v Nacionalno akademijo medicine, Ameriški inštitut za pravo in Ameriško akademijo znanosti in umetnosti. Med letoma 2018 in 2019 je bila predsednica Vzhodne Divizije Ameriškega filozofske zveze.
Leta 2021 je osvojila nagrado Philip L. Quinn, ki jo podeljuje ameriška filozofska zveza ter je tudi najbolj cenjena nagrada organizacije za delo na področju filozofije. Leta 2010 jo je predsednik Barack Obama imenoval v predsedniško komisijo za preučevanje bioetičnih vprašanj. Prav tako deluje v Hastings Centru.

## Življenje
Anita L. Allen, je rojena v Fort Wordenu (Port Townsend, Washington). Njena starša, Carrye Mae Allen in Grover Cleveland Allen, sta bila oba domorodca Atlante v Georgiji. Anitin oče je kariero opravil v vojski ZDA, sodeloval je tudi v korejski vojni in vietnamski vojni. Njen oče je bil član "Operacije Kapers", skupina moških, ki so v Koreji zabavali bojne vojake s pesmijo, plesom in komedijo. Svoje otroštvo je preživela v vojaških bazah, vključno s Fort Benningom v Georgiji in Schofield barracks na Havajih.
Anita je bil ena od šestih otrok, ki so se kasneje poučevali na področju prava, inženiringa ter vojaške ali vladne službe.

## Študij
Anita je samo v treh letih leta 1970 diplomirala na srednji šoli Baker v Columbusu v Georgiji. Ima B.A. (bachelor of arts) iz New College of Florida, v čigar odboru je kasneje služila. Med obiskovanjem šole New College je eno leto študiral v Italiji in Nemčiji. Pod vodstvom profesorja Bryana Nortona je zaključila dodiplomsko tezo o filozofiji logičnega pozitivista Rudolfa Carnapa. Študirala je ameriško filozofijo pri profesorju Greshamu Rileyju.
Na Univerzi Michigana je prejela M.A. (master of arts) in doktorirala iz filozofije. Tam se je tudi poučevala o analitični filozofiji ter se učila modernega plesa.
Profesor Richard Brandt ji je svetoval, da naj doktorira iz teme "Pravice, otroci in izobraževanje." Preučevala je teorije starševske avtoritete Thomasa Hobbesa in Johna Locka ter moralni ideal pravice do izobraževanja. Zagovarjala je večjo avtonomijo otrok. Bila je ena prvih afroameričank, ki je doktorirala iz filozofije, skupaj z Angelo Davis, Joyce Mitchell Cook, LaVerne Shelton in Adrian Piper. Je prva afroameričanka, ki je imela tako J.D. (juriius doctor) kot doktorat iz filozofije. Anita je dobila J.D. (jurius doctor) na harvardski pravni šoli.
Delala je kot ''summer law associate'' (to so študenti, ki so začasno zaposleni v odvetniški pisarni) v odvetniški pisarni Gaston Snow Ely Bartlett v Bostonu in Milbanku, Tweedu, Hadley & McCloy v New Yorku.

## Zasebno življenje
Poroka leta 1982 z umetnikom Michaelom Kellyjem Williamsom iz Detroita v Michiganu se je končala z ločitvijo. Anita je bila model Williamsovega lesoreza z imenom Afternoon of a Gorgia Faun. Originalna različica lesoreza je bila natisnjena v tiskarski delavnici Roberta Blackburna, zdaj pa se nahaja v stalni tiskani zbirki Kongresne knjižnice v Washingtonu, D.C..
Leta 1985 se je poročila s Paulom Vincentom Castellittom, odvetnikom iz Mount Vernona in New Rochelle v New Yorku, ki se je specializiral za obrambno pravo kriminala belih ovratnikov, kasneje pa je postal študentski inštruktor, specializiran za etiko. Par je vzgojil dva otroka.
Leta 2006 je Anita postala starešina prezbiterijanske cerkve Bryn Mawr.

## Kariera
Pred vstopom na fakulteto PENN je bila Anita od leta 1987 do 1998 profesorica in sodelavka dekana za raziskave in štipendije na univerzi Georgetown University Law Center, med 1988 in 1981 pa docent za filozofijo na univerzi Carnegie Mellon. Bila je prva afroameričanka, ki je delala na fakulteti univerze Pittsburgh School of Law, od 1985 do 1987. Bila je gostujoča članica fakultete na univerzi Tel Aviv, univerzi Waseda University Law School v Tokiu, Johns Hopkins School of Public Health, University of Washington, Hofstra Law School, University of Arizona College of Law, Princeton University, Yale Law School, Villanova University School of Law, and Harvard Law School. Leta 2022 je bila gostujoča profesorica v School of Government v Oxfordu. 2023 bo gostujoča profesorica na v Fordham Law School.
Je strokovnjakinja za zakon o zasebnosti, filozofijo zasebnosti, sodobne etike in bioetike. Znana je tudi po štipendijah za pravno filozofijo, pravice žensk in rasne odnose.
Prejela je štipendije iz Princetonovega programa za pravo in javne zadeve, ameriškega združenja univerzitetnih žensk in Fordove fundacije.
Bila je v upravnem odboru več dobrodelnih in strokovnih združenj, vključno z Ameriškim združenjem za praktično in strokovno etiko, Bazelon Center of Mental Health Law, Electronic Privacy Informatin Center , Hastings Center, Maternity Care Coalition, in West Philadelphia Alliance for Children. Bila je članica nacionalnega svetovalnega odbora za raziskave človeškega genoma.
Anita je bila povabljena, da predava na fakultetah in univerzah po ZDA ter v Kanadi, Evropi, Avstraliji, na Japonskem, Izraelu in Tajvanu.

## Dela

### Knjige
- Allen, Anita L. (1988). Uneasy access: privacy for women in a free society.
- Allen, Anita L.; Regan, Jr., Milton C. (1998). Debating "Democracy's Discontent": essays on American politics, law, and public philosophy.
- Allen, Anita L.; Turkington, Richard C. (2002). Privacy law: cases and materials.
- Allen, Anita L. (2003). Why privacy isn't everything: feminist reflections on personal accountability.
- Allen, Anita L. (2004). The new ethics: a guided tour of the 21st century moral landscape.
- Allen, Anita L. (2011) [2007]. Privacy law and society.
- Allen, Anita L. (2011). Unpopular privacy: what must we hide?.

### Poglavja v knjigah
- Allen, Anita L. (2005), "Forgetting yourself", v Cudd, Ann E.; Andreasen, Robin O. (eds.), Feminist theory: a philosophical anthology, Oxford, UK Malden, Massachusetts: Blackwell Publishing, str. 352–364.